# 165
165（百六十五、ひゃくろくじゅうご）は自然数、また整数において、164の次で166の前の数である。

## 性質
- 165は合成数であり、約数は 1, 3, 5, 11, 15, 33, 55 と 165 である。
  - 約数の和は288。
- 165 = 1 + 3 + 6 + 10 + 15 + 21 + 28 + 36 + 45
  - 9番目の三角錐数である。1つ前は120、次は220。
  - 165 = 12 + 32 + 52 + 72 + 92
    - 最初からの連続奇数の平方和とみたとき1つ前は84、次は286。
- 13番目の楔数である。1つ前は154、次は170。
- 正二十四角形の内角は165°である。
  - 正 n 角形において内角が度数法で整数になる12番目の角度である。1つ前は162°、次は168°。(オンライン整数列大辞典の数列 A110546)
- 1/165 = 0.006… (下線部は循環節で長さは2)
  - 逆数が循環小数になる数で循環節が2になる11番目の数である。1つ前は132、次は176。(オンライン整数列大辞典の数列 A070022)
- 1～14までの約数の和である。1つ前は141、次は189。
- 各位の和(数字和)が12となる12番目の数である。1つ前は156、次は174。
  - 各位の和(数字和)が n になる n 番目の数である。1つ前は137、次は193。
- 165 = 12 + 82 + 102 = 42 + 72 + 102
  - 3つの平方数の和2通りで表せる39番目の数である。1つ前は164、次は170。(オンライン整数列大辞典の数列 A025322)
  - 異なる3つの平方数の和2通りで表せる22番目の数である。1つ前は158、次は166。(オンライン整数列大辞典の数列 A025340)
- 3桁以上の数で最大桁と最小桁で作る数で元の数を割り切れる15番目の数である。1つ前は160、次は170。(オンライン整数列大辞典の数列 A108343)
例．165 ÷ 15 = 11
  - 16…65 の形の数はすべて15の倍数である。(例．16…65 = 11…11 × 15)
- 165 = 132 − 4
  - n = 13 のときの n2 − 4 の値とみたとき1つ前は140、次は192。(オンライン整数列大辞典の数列 A028347)
- 165 = 192 − 196
  - n = 19 のときの n2 − 142 の値とみたとき1つ前は128、次は204。(オンライン整数列大辞典の数列 A132770)

## その他 165 に関連すること
- 西暦165年
- 紀元前165年
- 年始から数えて165日目は6月14日、閏年は6月13日。
- 西経165度線、東経165度線
- UFC 165
- メレディス (USS Meredith, DD-165) は、アメリカ海軍の駆逐艦。
- ボニータ (USS Bonita, SF-6/SS-165) は、アメリカ海軍の潜水艦。
- 国鉄165系電車は、国鉄（現：JR）が開発した直流急行形電車。
- 第165代ローマ教皇 - ケレスティヌス2世（在位：1143年9月25日～1144年3月8日）である。
- 2016年7月、大谷翔平（当時日本ハム）がNPB最速の球速165km/hを記録。その後、2021年6月にロベルト・コルニエル（広島）がタイ記録、同年8月にチアゴ・ビエイラ（巨人）が166km/hを記録し、大谷の記録は抜かれた。
- いち・ろく・ご - 落合博満の記者会見での発言。1億六千五百万円の年俸を表す。当人の語録の中でも有名で、モノマネでしばしば使われる。
- 第165回国会
- 国際連合安全保障理事会決議165